# Convoys Wharf

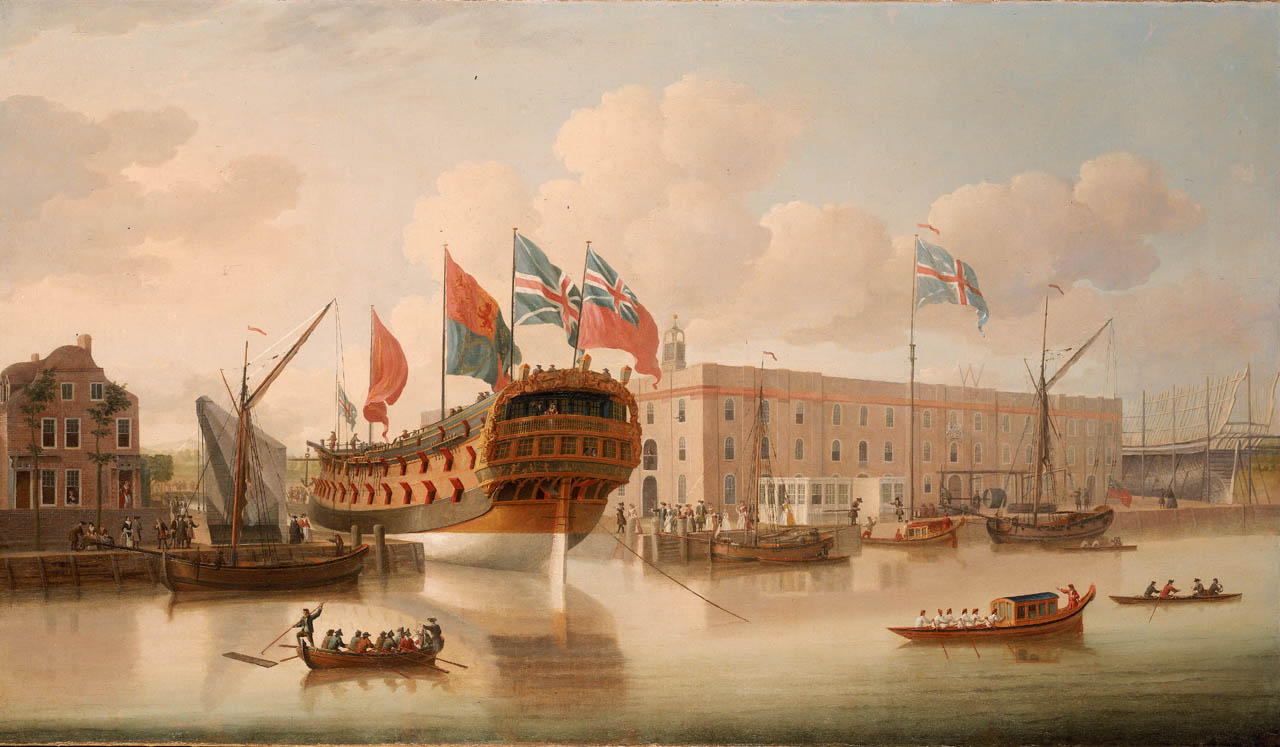
St Albans beim Stapellauf auf der Werft Deptford (1747). Gemälde von John Cleveley, dem Älteren

Die Convoys Wharf, früher auch King’s Yard genannt, beherbergte die Werft Deptford, die erste der Werften der Royal Navy an der Themse in London. Sie wurde 1513 von Heinrich VIII. zum Bau von Schiffen für die Royal Navy eröffnet. Convoys Wharf umfasst auch den größten Teil des Grundstücks des Herrenhauses Sayes Court einschließlich seiner Gärten, das Zuhause des Tagebuchschreibers John Evelyn. Das Gelände gehörte bis 2008 News International, die bis 2000 Zeitungen und Papierwaren aus Finnland importierten. Heute gehört es Hutchison Whampoa und es wurde ein Bauantrag auf Umwandlung in ein Wohngebiet gestellt, obwohl es sich um eine Safeguarded Wharf (Hafenanlage mit historischem Bestandsschutz) handelt.

## Geschichte
Der King’s Yard wurde 1513 von Heinrich VIII. als erste Werft der Royal Navy eröffnet und war die führende Werft ihrer Zeit. Er sorgte für einen Anstieg der Bevölkerungszahlen und einen erhöhten Lebensstandard in Deptford.
Die Hafenbecken sind auch mit dem Ritterschlag von Sir Francis Drake durch Königin Elisabeth I. an Bord der Golden Hinde verbunden, weiterhin mit der Legende von Sir Walter Raleigh, der seinen Übermantel für Königin Elisabeth niederlegte, Kapitän James Cooks dritter Reise an Bord der Resolution, Frobishers und Vancouvers Entdeckungsreisen, in denen Schiffe gegen die Spanische Armada eingesetzt wurden und mit Nelsons Schlachten, wie z. B. der von Trafalgar.
1698 kam Peter I. von Russland, damals 25 Jahre alt, nach Deptford um das Handwerk des Schiffsbauers und Seemanns zu lernen. König Wilhelm III. gestattete ihm, in John Evelyns Sayes Court neben der Werft zu wohnen. In den drei Monaten richteten er und sein Gefolge beträchtlichen Schaden an den bekannten Gärten und auch im Haus an, wobei “das meiste Mobiliar zu Bruch ging, verschwand oder zerstört wurde.” Sir Christopher Wren war mit der Überwachung des Anwesens betraut und erklärte, dass es „vollkommen zerstört“ worden sei. An der Mündung des Deptford Creek, auf dem Grundstück von Fairview Housing, gibt es eine von Mihail Chemiakin geschaffene Statue, die von Russland zur Erinnerung an den Besuch Peters gestiftet wurde.
Im 18. Jahrhundert wurde wegen der Verschlammung der Themse die Nutzung der Hafenanlagen auf den Bau von Schiffen und die Verteilung von Materialien an andere Häfen und im Ausland operierende Flotten begrenzt. Von 1830 bis 1844 wurde die Convoys Wharf sogar ganz geschlossen und 1864 forderte eine Parlamentskommission, dass die Werften in Deptford und Woolwich endgültig geschlossen würden. Ihre Empfehlung wurde angenommen und die Werft in Deptford 1869 endgültig geschlossen; zu diesem Zeitpunkt waren dort 800 Arbeiter beschäftigt. Es wurden dort insgesamt ca. 450 Schiffe gebaut, das letzte war die hölzerne Korvette HMS Druid, die 1869 vom Stapel lief.

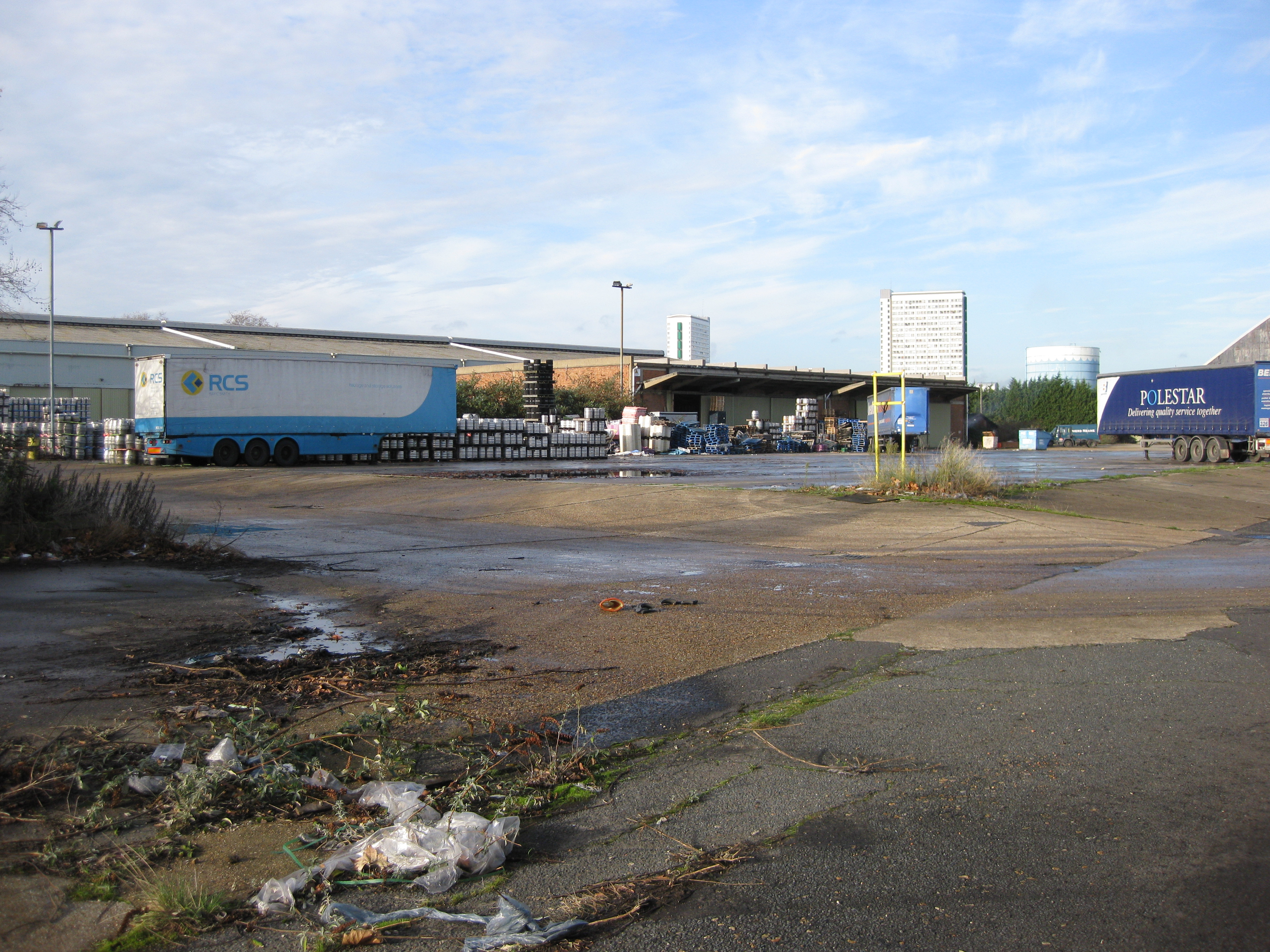
Standort des ehemaligen Sayes Court im Jahre 2009

Vor Erfindung der Kühltechnik mussten Kälber lebend eingeführt werden und der Contagious Deseases (Animals) Act (dt.: Gesetz über die ansteckenden Krankheiten bei Tieren) von 1869 gab der City of London Corporation das alleinige Recht zum Import von Tieren aus dem Ausland und deren Verarbeitung, wobei sie gehalten war, bis Januar 1872 einen Markt zu eröffnen. Man kaufte das Gelände in Deptford, eröffnete 1871 einen Markt und erweiterte diesen bis 1889 auf 109.265 m². Zu seinen besten Zeiten, 1907, wurden dort 184.971 Kälber und 49.350 Schafe gehandelt, aber bis 1912 fielen diese Zahlen auf 21.547 Kälber und 11.993 Schafe.
Die Metzger in den Schlachthäusern und die Mädchen, die die Gelenke der Tiere verarbeiteten, wurden typisch für die Gegend. Insbesondere die „Gut Girls“ waren nicht nur für ihre rüde Sprache und ihren groben Umgang einschließlich der wilden Besäufnisse bekannt, sondern auch für ihre bunten Hüte. Ihr Benehmen an Wochenenden wurde in ganz London bekannt. Mädchen, die im West End von London arbeiteten, wechselten in Massen zu den hochbezahlten Jobs auf dem Markt. Dieser Umstand, vielleicht noch mehr als ihr notorisches Benehmen, führte zur Etablierung einer „Rettungsmission“. Deren Gebäude, das Lady Florence Institute, kann man heute noch am Deptford Broadway sehen.
1914 wurde der Kälbermarkt vom Verteidigungsministerium in Pacht von der City of London Corporation übernommen. Oft verlangten Händler und andere Leute nach dem Waffenstillstand, dass der Markt wieder eröffnet würde, aber 1924 machte das Verteidigungsministerium von seiner Option, das Gelände zu kaufen, Gebrauch.
Die Werft diente im Ersten und Zweiten Weltkrieg als Armeedepot und auch als US-Basis für Amphibienfahrzeuge und ähnliches im Zweiten Weltkrieg.
Die meisten Bauten, die in der Zeit der Tudors, der Stuarts und in der georgianischen und viktorianischen Ära entstanden waren und bis 1955 überlebt haben, wurden seither beseitigt. Die einzige Struktur, die der Zerstörung entkam, ist das Olympia-Lagerhaus, ein einzigartiges Gusseisengebäude, das in den 1840er-Jahren entstand. Ausgrabungen, die von CgMs, von Duncan Hawkins 2000, von Jon Lowe im gleichen Jahr und von David Divers 2001 durchgeführt wurden, zeigten auf, das der größte Teil der Werft als unterirdische Strukturen, die zwischen 1869 und 1950 verfüllt wurden, überlebt hat. Die Strukturen der Werft selbst, der Hafenbecken, der Slips, der Basins, der Teiche, der Liegeplätze und der Treppen bilden eine Menge archäologischen Materials, das zur Zeit ausgedehnt, wenn auch größtenteils unsichtbar, weil mit Aushub oder modernen Gebäuden bedeckt, ist. Bis heute wurden noch keine archäologischen Untersuchungen im Garten von Sayes Court durchgeführt, nur einige Gräben im Bereich des ehemaligen Herrenhauses wurden gegraben.
Das Gelände lag brach, bis es vom Zeitungsimporteur Convoys 1984 gekauft wurde. Die Werft- und Hafengelände von Convoys Wharf und in Deptford, wie auch die Firma Convoys wurden 1990 von News of the World gekauft und wurden Teil der News International – Gruppe. Dennoch wurden zu den Spitzenzeiten Mitte der 1990er-Jahre nur ca. 10 % von Convoys Zeitungsimporten an die Muttergesellschaft weitergegeben. Anfang der 1990er-Jahre stiegen die Tonnagen stetig an und man erreichte fast 1 Mio. to pro Jahr. Ende der 1990er-Jahre wurde ein Verbot des LKW-Verkehrs in Greenwich (Greenwich Lorry Ban) eingeführt und vergrößerte den Zeitaufwand und die Kosten des Papiertransportes von der Convoys Wharf zu den Abnahmestellen beträchtlich, sodass der Handel nach Felixstowe und Chatham abwanderte.
1993 wurde das Gelände per Gesetz nicht mehr Greenwich, sondern Lewisham zugeschlagen.

## Planungsantrag

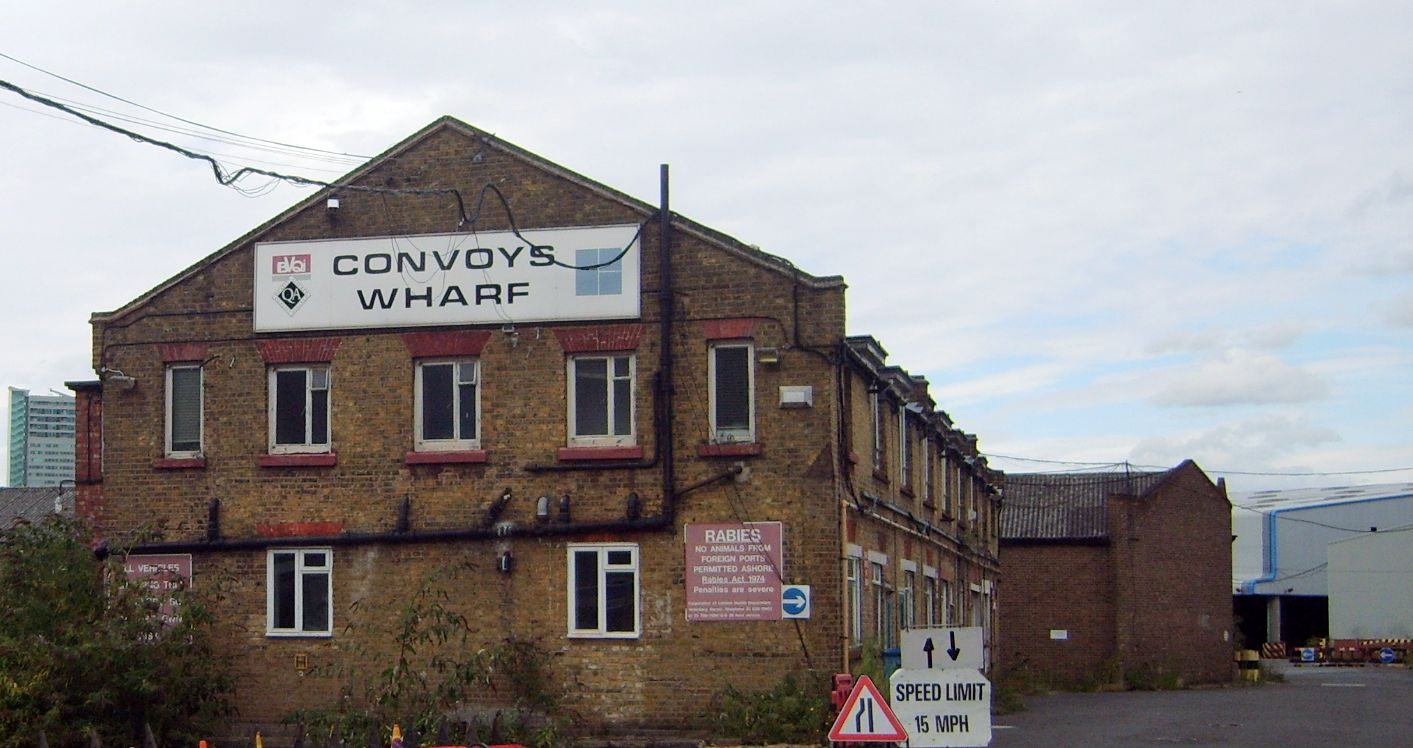
Convoys Wharf

2002 beantragte News International beim London Borough of Lewisham eine Planungsgenehmigung für den Bau von 3.500 Wohneinheiten auf dem Gelände. Die Stadtteilverwaltung Lewisham erteilten die Genehmigung im Mai 2005. Im Juli 2008 musste die Genehmigung aber noch vom Bürgermeister von London, Boris Johnson, unterzeichnet werden. Der Bürgermeister kann eine Ablehnung anordnen und vermutlich wird er dies auch tun.

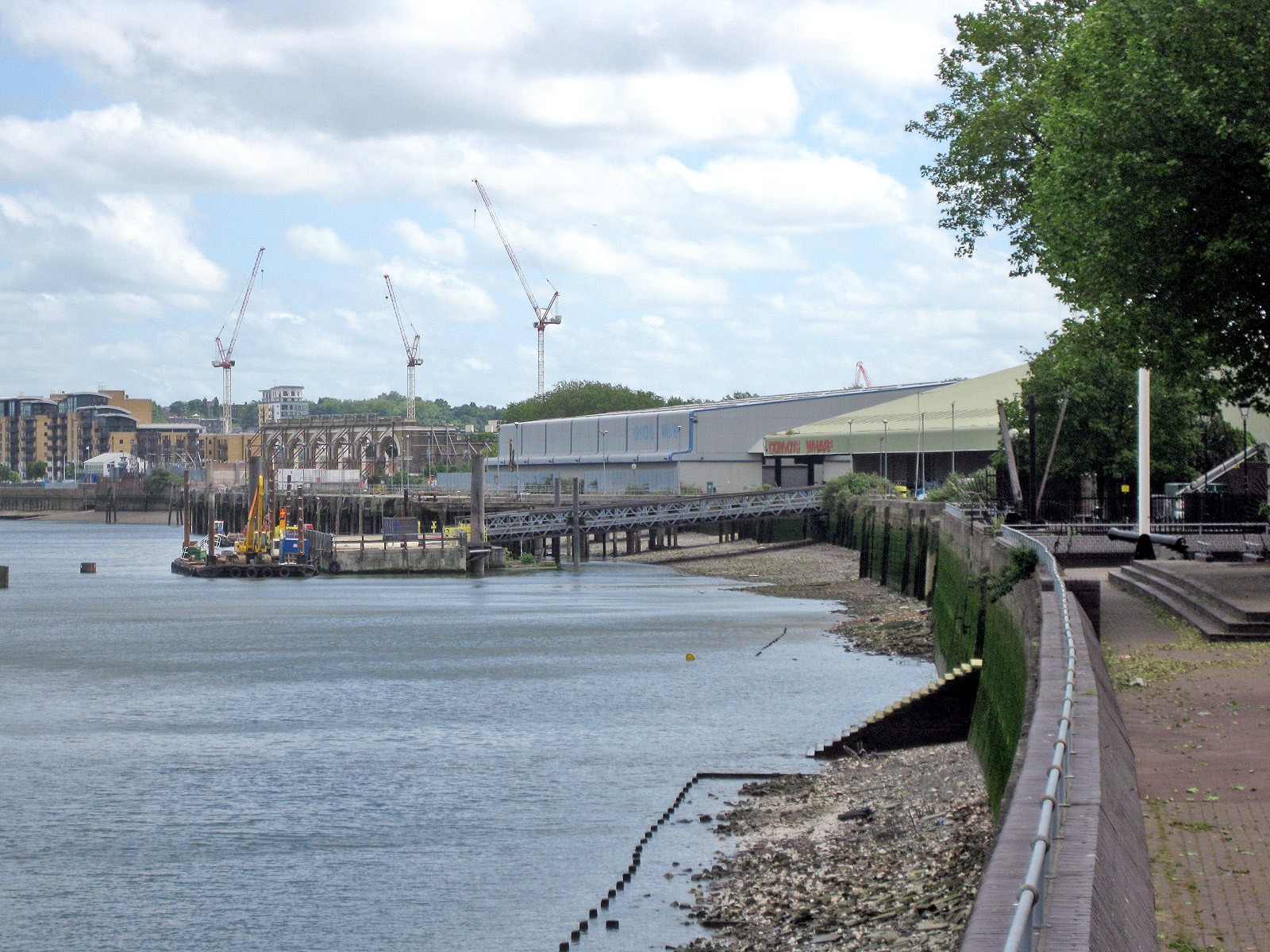
Der Thames Path, unterbrochen von der Convoys Wharf

Sollte der Bürgermeister den Antrag befürworten, so wird er dem Secretary of State for Communities and Local Government vorgetragen. Die Gründe für diesen Vortrag liegen auch in einer Regierungsdirektive, das die Hälfte des Geländes als Industriedenkmal geschützt würde. Seit Hafenanlagen an der Themse 1997 vom Umweltstaatssekretär John Gummer als Industriedenkmäler geschützt wurden, ging nur eine in Betrieb befindliche Hafenanlage ohne öffentliche Untersuchung an ein Wohngebiet verloren. Dies war die Delta / Blackwall Wharf, eine Hafenanlage, die als Teil des Greenwich Peninsula – Masterplans umgebaut wurde.
Am 18. Mai 2005 verpflichtete sich eine Joint-Venture-Gesellschaft mit gleichen Anteilen für Cheung Kong Holdings und Hutchison Whampoa, die Convoys Wharf zu kaufen und zu einem Wohn-/Gewerbe-Mischgebiet zu entwickeln.
2008 kaufte Hutchinson Whampoa ein 16 ha großes Grundstück von News International und im November 2009 reichten sie erneut den Plan für den £ 700 Mio. teuren Bau von 3.500 Wohneinheiten ein. Die Pläne beinhalteten kleinste Änderungen gegenüber dem Masterplan von 2005 der Richard Rogers Partnership, obwohl Hutchison Whampoa Aedas kaufte, um Rogers zu ersetzen.
Das als erhaltenswertes Gebäude nach Grade II gelistete Olympia-Lagerhaus muss als Teil des Umbaus erhalten und restauriert werden.

## Protest
Im Oktober 2000 bildete das Creekside Forum einen Convoys Wharf-Dachverband als Antwort auf die Pläne der News International Ltd., das 161.874 m² große Convoys-Wharf-Gelände zu verkaufen. Die Convoys Community, die aus Gemeinschaftsorganisationen, Kirchen, Geschäften und anderen in Deptford und darüber hinaus besteht, setzte sich dafür ein, die Pläne von News International abzulehnen und stattdessen daran festzuhalten, das Gelände als Industriedenkmal zu schützen.
London gehört zu den wenigen Städten, die trotz ausreichender Wassertiefe kein extra gebautes Kreuzfahrtschiff-Terminal besitzen. Wenn der Antrag bei Bürgermeister Boris Johnson durchgeht, wird Convoys Opportunity Hazel Blears bitten, den Antrag (nach einer öffentlichen Untersuchung) dem Minister zur Entscheidung vorzulegen.